# Sonora (Kentucky)
Sonora is een plaats (city) in de Amerikaanse staat Kentucky, en valt bestuurlijk gezien onder Hardin County.

## Demografie
Bij de volkstelling in 2000 werd het aantal inwoners vastgesteld op 350.
In 2006 is het aantal inwoners door het United States Census Bureau geschat op 337, een daling van 13 (-3,7%).

## Geografie
Volgens het United States Census Bureau beslaat de plaats een oppervlakte van
2,1 km², geheel bestaande uit land. Sonora ligt op ongeveer 215 m boven zeeniveau.

## Plaatsen in de nabije omgeving
De onderstaande figuur toont nabijgelegen plaatsen in een straal van 28 km rond Sonora.